# Schuimaarde
Schuimaarde is een kalkachtige stof die afkomstig is van de suikerindustrie en in de akkerbouw wordt gebruikt als bodemverbeteraar.
Schuimaarde ontstaat bij de zuivering van het diffusiesap uit suikerbieten door ongebluste kalk toe te voegen. Hierdoor worden met het aanwezige water en met CO2 de CaCO3-kristallen gevormd waaraan bepaalde stoffen uit het sap zich hechten. De neerslag wordt afgefiltreerd, geperst en ten slotte gewassen met water en vormt zo de schuimaarde. Naast kalk bevat schuimaarde 10 tot 15% organische stof met 0,3 tot 0,5% stikstof in eiwitvorm. Daarnaast komt nog fosfor (tot 1% als P2O5) en magnesium voor. Het gehalte aan zuurbindende bestanddelen is in gedroogde schuimaarde 40%. 
Schuimaarde wordt gebruikt voor het verhogen of op peil houden van de pH op landbouwgronden. Tevens voegt het aan de grond organische stof toe.

## Merknaam
Cosun Beet Company (de vroegere Suikerunie) verkoopt schuimaarde in Nederland onder de merknaam Betacal  en is beschikbaar in twee producten: Betacal Carbo (vaste vorm) en Betacal Flow (vloeibare vorm). Tiense Suiker gebruikt de term Schuimaarde.